# Karoline Käfer
Karoline Käfer, née Karoline Steringer le 31 octobre 1954 à Klagenfurt (Carinthie) et morte le 11 mars 2023, est une coureuse de 400 m autrichienne. Elle a remporté trois médailles aux championnats d'Europe en salle.

## Biographie
Dès 1972, elle est sacrée championne d'Autriche aux 100, 200 et 400 mètres, ainsi qu'au relais 4 × 400 mètres. Aux Jeux olympiques d'été de 1972 à Munich, elle se présente aux épreuves des 200 et 400 mètres, passe les séries, mais échoue en quart de finale. Aux 4es championnats d'Europe  en salle de Rotterdam (1973), elle ne passe pas les séries des 400 mètres malgré un chrono de 54,31 s, mais se classe 6e aux 11es championnats d'Europe de Rome (du 1er au 8 septembre 1974).
En juin 1975, elle bat deux nouveaux records d'Autriche sur 100 et 200 mètres. Qualifiée aux Jeux olympiques d'été de 1976 à Montréal, elle doit renoncer à se présenter à la suite de blessures ; mais quelques mois plus tard, elle bat un nouveau record d'Autriche du relais 4 × 400 mètres aux côtés d’Elisabeth Petutschnig, Angelika Schrott et Gerith Huber en 3 min et 53,47 s.
Le 18 juin 1977, elle bat le record d'Autriche du 400 mètres à Klagenfurt en 50,62 s, chrono resté inégalé jusqu'en 2024, où il est amélioré par Susi Gogl-Walli. Cette même année 1977,  aux côtés de Merva, Termoth et Bartasek, elle efface le record d'Autriche du relais 4 × 200 mètres en 1 min et 44,4 s. Elle remporte le championnat national sur 100, 200 et 400 mètres.
Aux 9es championnats d'Europe en salle, les 11 et 12 mars 1978 à Milan, elle gagne la médaille de bronze du 400 mètres avec un temps de 53,56 s, ne le cédant qu'à la Russe Marina Sidorova (52,42 s) et l’Italienne Rita Bottiglieri (53,18 s). Elle remporte le championnat national sur 100, 200 et 400 mètres, ainsi qu'au relais 4 × 400 mètres.
Le 10 juin 1978, elle améliore le record d'Autriche des 100 et 200 mètres, en 11,43 s et 23,09 s respectivement. Ce record du 200 mètres ne sera battu que 24 ans plus tard, en juin 2002, par Karin Mayr-Krifka.
Aux 10es championnats d'Europe en salle, les 24 et 25 février 1979 à Vienne, elle remporte de nouveau la médaille de bronze du 400 mètres avec un temps de 51,90 s et réalise par la même occasion un nouveau record d'Autriche en salle, qui n'a été battu qu'en 2023 par Susanne Gogl-Walli. Käfer conserva la tête de la course jusqu'à l'entrée de la dernière ligne droite et ne fut dépassée dans les derniers mètres que par la Britannique Verona Elder (51,80 s) et la Tchèque Jarmila Kratochvílová (51,81 s). En 1979, elle remporte une nouvelle fois le championnat national sur 200 et 400 mètres.
Aux 11es championnats d'Europe en salle, les 1er et 2 mars 1980 à Sindelfingen, elle remporte la médaille d'argent du 400 mètres avec un temps de 52,70 s et ne s'incline que de 0,42 s devant la championne Elke Decker. Elle remporte la même année le titre de championne d'Autriche sur sept disciplines ; mais elle échoue en séries du 400 mètres aux Jeux olympiques d'été de 1980 à Moscou, avec un chrono de 52,82 s.
Aux 12es championnats d'Europe en salle, les 21-22 février 1981 à Grenoble, elle n'obtient que la 4e place sur 400 mètres avec un temps de 52,50 s ; mais elle est convaincue de dopage à la Nortestérone et devient la première athlète autrichienne à être interdite de compétition, (pour 18 mois).
Aux 14es championnats d'Europe en salle, les 5-6 mars 1983 à Budapest, elle n'obtient que la 5e place au 400 mètres (53,92 s). En 1981 et 1983, elle conserve le titre de championne d'Autriche sur onze disciplines.
À partir de 1984, elle se recycle dans le demi-fond jusqu'en 1989 : 8 fois championne d'Autriche du 800 mètres (en salle et plein air), et 2 fois championne d'Autriche du 1500 mètres en salle. Elle concourt dans des marathons et réalise le 24 mai 1988 un meilleur temps personnel avec 2 h 55 min 13 s.
Après quelques années de repos, elle fait son retour à la compétition en course de fond et notamment en course en montagne où elle obtient le titre national en 1997 et 1999. Jusqu'en 2002, elle participera aux championnats d'Europe et nationaux, se classant chaque fois dans les 40 premiers. Le 10 avril 1998, elle réalise même son meilleur temps en semi-marathon en 1 h 20 min 58 s.
En 2010, les membres et supporters du club d'athlétisme de Klagenfurt (KLC) lui décernent le  „Poldi“ de la meilleure athlète des décennies 1966–1975 et 1976–1985. Les temps qu'elle a réalisés sur 100, 200, 400, 5000 et 10 000 m femmes, en semi-marathon et marathon demeurent à la date de 2010 les meilleurs du club.

## Palmarès

### Championnats d'Europe d'athlétisme
- Championnats d'Europe d'athlétisme de 1974 à Rome ( Italie)
  - 6e sur 400 m

### Championnats d'Europe d'athlétisme en salle
- Championnats d'Europe d'athlétisme en salle de 1978 à Milan ( Italie)
  -  Médaille de bronze sur 400 m
- Championnats d'Europe d'athlétisme en salle de 1979 à Vienne ( Autriche)
  -  Médaille de bronze sur 400 m
- Championnats d'Europe d'athlétisme en salle de 1980 à Sindelfingen ( Allemagne de l'Ouest)
  -  Médaille d'argent sur 400 m
- Championnats d'Europe d'athlétisme en salle de 1981 à Grenoble ( France)
  - 4e sur 400 m
- Championnats d'Europe d'athlétisme en salle de 1983 à Budapest ( Hongrie)
  - 5e sur 400 m